# Kongói Köztársaság
A Kongói Köztársaság (franciául: République du Congo), vagy más néven Kongó-Brazzaville független köztársaság Közép-Afrikában, túlnyomórészt a Kongó-medencében helyezkedik el. Északnyugaton Kamerun, északkeleten a Közép-afrikai Köztársaság, keleten és délen a Kongói Demokratikus Köztársaság, délnyugaton Angola Cabinda exklávéja és egy rövid szakaszon az Atlanti-óceán, illetve nyugaton Gabon határolja. Fővárosa és legnagyobb városa Brazzaville. A hivatalos nyelv a francia, továbbá két nemzeti nyelv van, a bantu nyelvekbe tartozó kituba és lingala. A legmagasabb pontja az 1020 m magas Mont Nabemba, a leghosszabb folyója a Kongó, amely az Ubangival természetes határt képez a Kongói Demokratikus Köztársasággal.
Az ország Francia Egyenlítői-Afrika része volt egészen 1960. augusztus 15-én, amikor megalakult a független Kongói Köztársaság. 1969-ben egy marxista-leninista állam jött létre Marien Ngouabi vezetésével. Az első többpárti parlamenti választást 1992-ben rendezték meg, de a demokratikus átalakulást megszakította az 1997-ben kezdődő kongói köztársasági polgárháború, amivel az 1979 óta a Kongói Munkáspártot vezető Denis Sassou-Nguesso került újból hatalomra, így 1997 óta ő az ország egyetlen elnöke.
Fejlődő ország, amely 2013-ban a 142. helyet foglalta el az emberi fejlettségi index (HDI) szerint sorolt országok ranglistáján. A Guineai-öböl egyik legnagyobb kőolajkitermelőjévé vált, amely biztosít számára bizonyos fejlődést, de a gazdasága továbbra is (2020 táján) főleg a kőolajszektortól függ, és a gazdasági növekedés lelassult az olajárak 2015 utáni esése óta.

## Földrajz

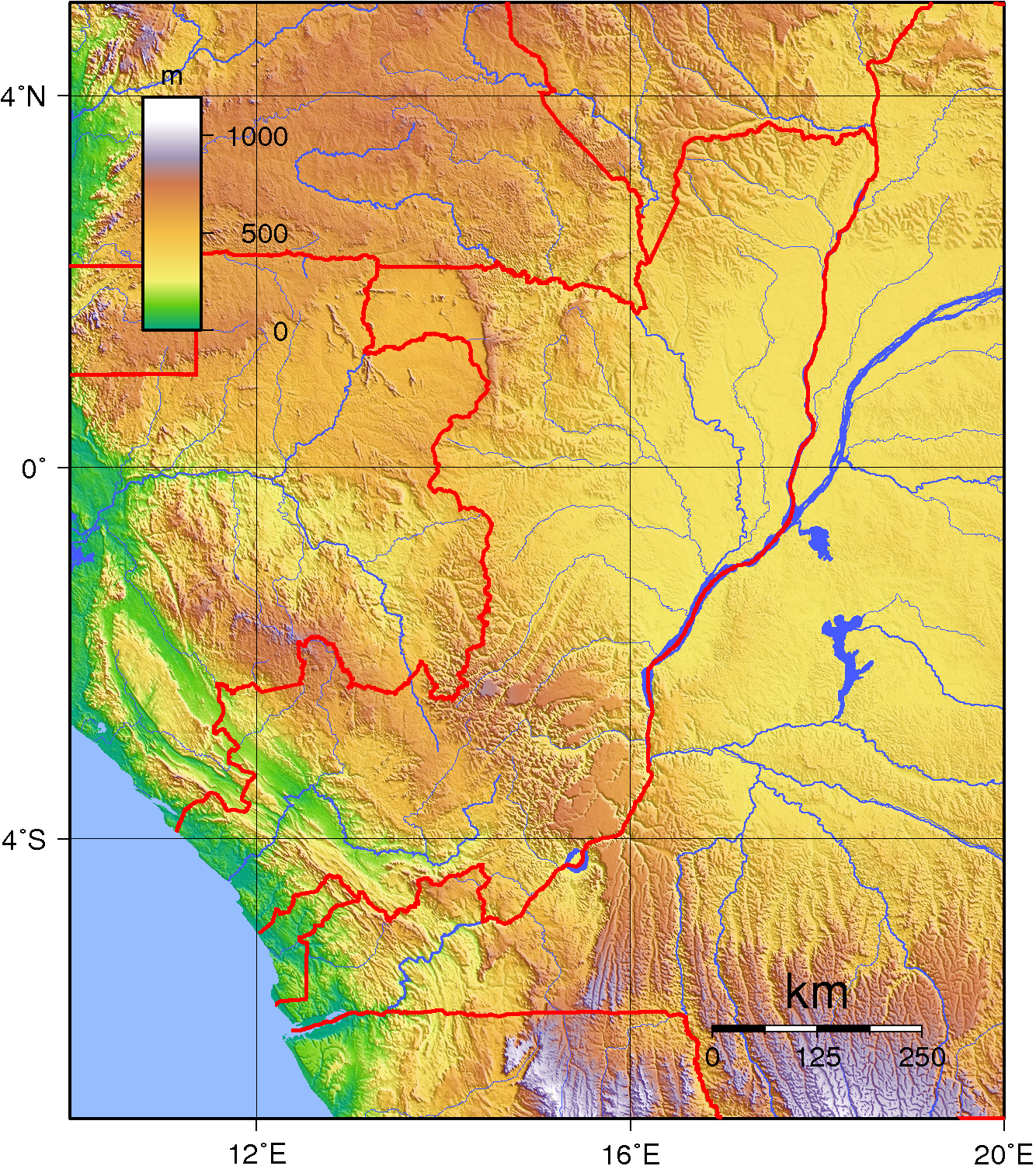
A Kongói Köztársaság domborzati térképe

Az országnak viszonylag kicsi tengerpartja van (170 km), viszont észak felé messze benyúlik a szárazföldbe (1200 km). Az ország legnagyobb területeit lapos fennsíkok és mocsaras völgyek teszik ki. A természetes növénytakarója változatos, a szárazabb déli területeken a szavanna, míg az északi, csapadékosabb területeken az esőerdő a jellemző.

### Domborzat
Délnyugatra egy tengerparti síkság fekszik, középen a Mayombé hegység emelkedik ki a kristályos kőzeteivel, az ország belsejében egy fennsík található.

### Vízrajz
Keleti határát két nagyobb folyó, a Kongó és az Ubangi jelenti.

### Éghajlat
Egyenlítő menti helyzete miatt a hőmérséklet egész évben egyenletes. A nappali hőmérséklet általában 24 °C, miközben a levegő páratartalma magas. Éjjel 16–21 °C-ra hűl a levegő. Az éves csapadékmennyiség a parti síkságon 1000 mm körüli, az ország központi vidékén 2000 mm-t meghaladja. Időben viszont nem egyenletesen oszlik el: a legszárazabb hónap június és augusztus, a legesősebb november.

### Környezeti problémák
A főbb környezeti problémák közé tartozik a járművek kibocsátása miatti levegőszennyezés, főleg a nyers, kezeletlen szennyvízből származó vízszennyezés és az erdőirtás.
A faipar és más iparágak veszélyeztetik a környezetet, amelyekről viszont az állam nem tud lemondani. Súlyosbítja a helyzetet a hatékony kormányzat hiánya, a döntések átláthatatlan módja.

### Élővilág, természetvédelem
Az ország legnagyobb része a trópusi esőerdők zónájába esik. A síkságokon nagyon nehezen járható mocsarak alakultak ki, amelyek védelmet nyújtanak ritka állatoknak is. Ilyen például a gorilla.

#### Nemzeti parkjai
- Conkouati-Douli Nemzeti Park
- Nouabalé-Ndoki Nemzeti Park
- Ntokou-Pikounda Nemzeti Park
- Odzala-Kokoua Nemzeti Park
- Ogooué-Leketi Nemzeti Park

#### Természeti világörökségei
Az UNESCO világörökség-listáján egy terület van, a Sangha-folyó menti három nemzeti védettségű terület, amely három ország területét és nemzeti parkjait foglalja magában, a Kongói Köztársaság Nouabalé-Ndoki Nemzeti Parkját, Kamerun Lobéké Nemzeti Parkját és a Közép-afrikai Köztársaság Dzanga-Ndoki Nemzeti Parkját.

## Történelem
A térség legrégebbi lakói a pigmeusok. A bantu vándorlás idején bantuk váltották fel, olvasztották be őket. A bakongó nép egy bantu csoport, amely a mai Angola, Gabon és Kinshasa-Kongó egy részén is letelepült. Több bantu királyság épített ki kereskedelmi kapcsolatokat a Kongó folyó vízvidékével, a legnevezetesebbek: Kongó, Loangó, Teke.
A portugál felfedező, Diogo Cão 1484-ben érte el a Kongó torkolatát. A kereskedelmi kapcsolatok alakultak a bantu királyságok és az európai kereskedők között, akik árukkal, iparcikkekkel kereskedtek,továbbá a belső területeken foglyul ejtett rabszolgákkal kereskedtek. A partvidék a transzatlanti rabszolga-kereskedelem egyik kiindulópontja lett.
A 19. században megkezdődött a Kongó folyó deltájának közvetlen európai gyarmatosítása, amely visszavetette régióban a bantu társadalmak hatalmát.

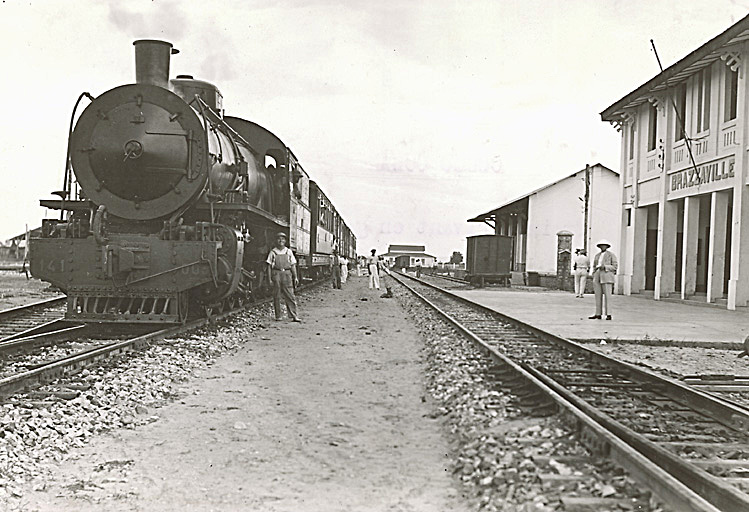
Brazzaville-i vasútállomás 1932-ben

A Kongó folyótól északra fekvő terület 1880-ban francia fennhatóság alá került a Pierre de Brazza és Makoko  batekei királlyal kötött szerződés eredményeként. Makoko halála után özvegye, Ngalifourou királynő fenntartotta a szerződés feltételeit, és a gyarmatosítók szövetségese lett.  Ez a kongói gyarmat először Francia Kongóként, majd 1903-ban Közép-Kongóként vált ismertté.
1908-ban a franciák megszervezték a Francia Egyenlítői Afrikát (AEF), amely Közép-Kongóból, Gabonból, Csádból és Oubangui-Chariból (későbbi Közép-afrikai Köztársaságból) állt. A franciák Brazzaville-t jelölték ki szövetségi fővárosnak.
A 20. századi kongói gyarmati uralom első ötven évében a természeti erőforrások kitermelésére összpontosítottak. Az első világháborút követően a Kongó–óceáni vasút megépítése  a becslések szerint legalább 14 ezer emberéletet követelt.
A Kongói Köztársaságot 1958. november 28-án hozták létre, és 1960-ban nyerte el függetlenségét Franciaországtól. 1969 és 1992 között marxista–leninista állam volt, Kongói Népköztársaság (KNK) néven.
Denis Sassou-Nguesso elnök először 1979-ben került hatalomra.
A rezsime 1990-ben – a közép-európai kommunista rezsimek bukásával egyidőben – véget ért és 1992-ben demokratikus úton választott kormányt iktattak be.
Az országban 1992 óta tartanak többpárti választásokat, de a demokratikusan megválasztott kormányt az 1997-es Kongói Köztársaság polgárháborúja megbuktatta.
1997-ben a rövid polgárháború után újra Denis Sassou-Nguesso elnök került hatalomra. Azóta (a 2020-as évek elején is) Sassou-Nguesso megszakítás nélkül van hatalmon az ország elnökeként.

## Politika és közigazgatás
Az ország félelnöki rendszerű köztársaság.
A parlament kétkamarás, egy 72 fős Szenátusból és egy 151 fős Nemzetgyűlésből áll.
Az országot a Freedom House 2022-es jelentése a „nem szabad” kategóriába sorolta.
Az elnököt közvetlenül választják, öt évre. A 2002-es alkotmány két mandátumra korlátozta az elnököt, és 70 éves korhatárt írt elő. A Denis Sassou Nguesso elnök által javasolt 2015-ös alkotmányos népszavazás azonban megszüntette ezeket a korlátozásokat, lehetővé téve számára, hogy újra induljon. A népszavazást széleskörű tiltakozások követték és csalással vádolták.
Denis Sassou-Nguesso elnök évtizedek óta szinte megszakítás nélkül megőrizte hatalmát az ellenzék súlyos elnyomásával. 
Sassou Nguesso két legjelentősebb ellenfele a 2016-os elnökválasztás után börtönbüntetést kapott.
2021-ben Sassou Nguesso a negyedik elnöki ciklusát nyerte meg, miután 1997-ben visszatért a hatalomba. Ekkor Sassou Nguesso a szavazatok 88,4 százalékát szerezte meg, egy ellenzéki csoport bojkottjával, a szavazók megfélemlítésével és az internet leállásával megzavart választáson.
A korrupció és a több évtizedes politikai instabilitás hozzájárult a gyenge gazdasági teljesítményhez és a szegénység magas szintjéhez. Gyakran jelentenek a biztonsági erők által elkövetett visszaéléseket, de csak ritkán vizsgálják ki őket.

### Közigazgatási beosztás

A Kongói Köztársaság közigazgatási területi felosztásának két szintje van, területi szinten a legnagyobb egység a megye (département), amelynek az alegysége a kerület. Az ország 12 megyére van osztva, amelyekből 2 városi terület, a főváros, Brazzaville és a második legnagyobb város, Pointe-Noire. A megyék tovább vannak osztva 86 kerületre. További 6 önkormányzati város van, amelyekbe beletartozik Brazzaville és Pointe-Noire is.

| Megye         | Főváros      | Népesség (fő) | Terület (km2) |
| ------------- | ------------ | ------------- | ------------- |
| Bouenza       | Madingou     | 309 063       | 12 265        |
| Brazzaville   | Brazzaville  | 1 373 382     | 100           |
| Cuvette       | Owando       | 156 044       | 48 250        |
| Cuvette-Ouest | Ewo          | 72 999        | 26 600        |
| Kouilou       | Hinda        | 91 955        | 13 650        |
| Lékoumou      | Sibiti       | 96 393        | 20 950        |
| Likouala      | Impfondo     | 154 155       | 66 044        |
| Niari         | Dolisie      | 231 271       | 25 942        |
| Plateaux      | Djambala     | 174 591       | 38 400        |
| Pointe-Noire  | Pointe-Noire | 715 335       | 44            |
| Pool          | Kinkala      | 236 595       | 33 955        |
| Sangha        | Ouesso       | 85 738        | 55 800        |

### Külkapcsolatok

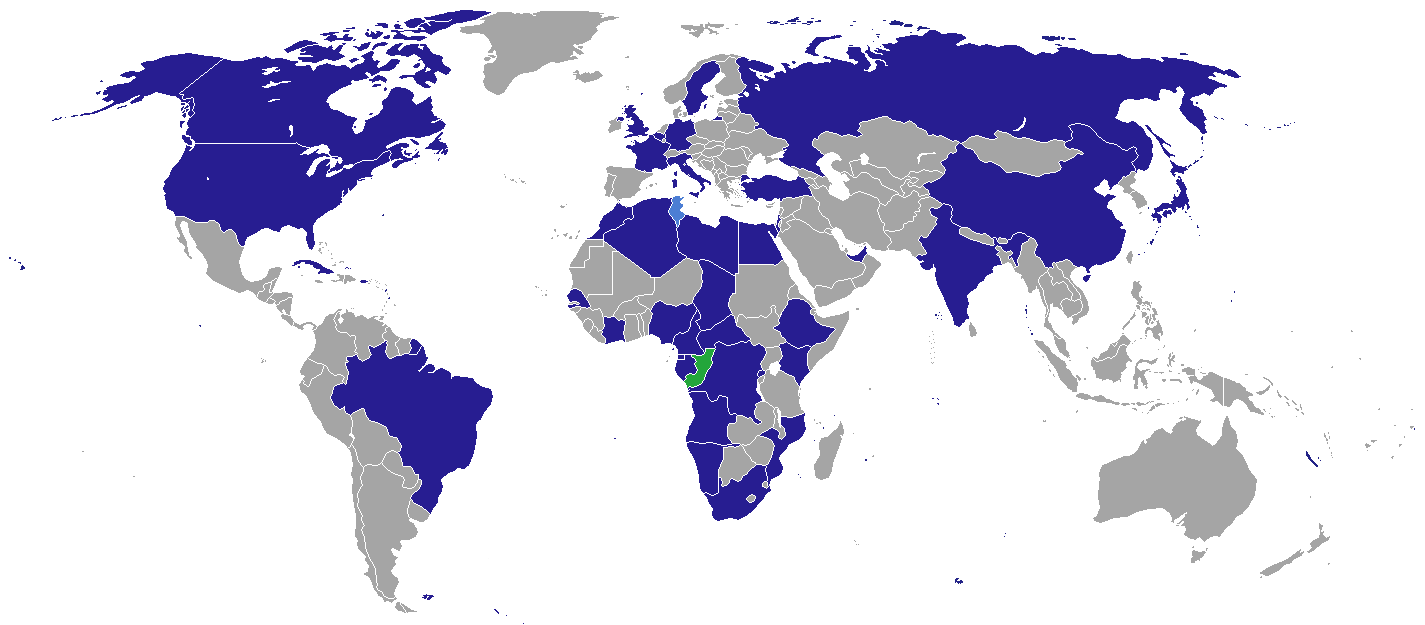
A Kongói Köztársaság diplomáciai külképviseletei

33 országnak van kongói köztársasági diplomáciai külképviselete, továbbá az Európai Uniónak és az Egyesült Nemzetek Szervezetének. Az ország az Afrikai Unió, a Frankofónia tagja. Határvitája a Kongói Demokratikus Köztársasággal van a határaikul szolgáló Kongó folyó mentén, aminek nagy részén a gyarmati korszak hagyatékaként nincs meghatározva a folyón lévő szigetek hovatartozása.

## Népesség

### Általános adatok

A Kongói Köztársaság népességének növekedése 1960-tól

| Lakosok száma | 1 013 581 | 1 190 424 | 1 418 556 | 1 695 348 | 2 020 333 | 2 447 020 | 2 878 333 | 3 363 418 | 3 995 146 | 6 142 180 |
|               | 1960      | 1966      | 1972      | 1978      | 1984      | 1991      | 1997      | 2003      | 2009      | 2023      |

### Legnépesebb települések
| Kép          | Rang | Város        | Megye        | Népesség  | Rang | Város     | Megye    | Népesség | Kép     |
| ------------ | ---- | ------------ | ------------ | --------- | ---- | --------- | -------- | -------- | ------- |
| Brazzaville  | 1.   | Brazzaville  | Brazzaville  | 1 373 382 | 11.  | Bouansa   | Bouenza  | 19 064   | Dolisie |
| Brazzaville  | 2.   | Pointe-Noire | Pointe-Noire | 715 334   | 12.  | Gamboma   | Plateaux | 18 514   | Dolisie |
| Brazzaville  | 3.   | Dolisie      | Niari        | 83 798    | 13.  | Mossaka   | Cuvette  | 15 112   | Dolisie |
| Brazzaville  | 4.   | Nkayi        | Bouenza      | 71 620    | 14.  | Mindouli  | Pool     | 14 541   | Dolisie |
| Brazzaville  | 5.   | Impfondo     | Likouala     | 33 911    | 15.  | Oyo       | Cuvette  | 14 295   | Dolisie |
| Pointe-Noire | 6.   | Ouésso       | Sangha       | 28 179    | 16.  | Makoua    | Cuvette  | 14 240   | Nkayi   |
| Pointe-Noire | 7.   | Madingou     | Bouenza      | 25 713    | 17.  | Loudima   | Bouenza  | 14 130   | Nkayi   |
| Pointe-Noire | 8.   | Owando       | Cuvette      | 24 736    | 18.  | Mossendjo | Niari    | 13 238   | Nkayi   |
| Pointe-Noire | 9.   | Sibiti       | Lékoumou     | 22 951    | 19.  | Bétou     | Likouala | 11 240   | Nkayi   |
| Pointe-Noire | 10.  | Loutété      | Bouenza      | 19 212    | 20.  | Djambala  | Plateaux | 10 652   | Nkayi   |

### Etnikai megoszlás
A lakosság döntő többsége, 90%-a bantu. Általában alacsonyabb termetű, robusztus, fekete bőrű emberek.
A feketék főbb csoportjai:
- az ország névadói a kongók, 52% az arányuk, két fő csoportjuk, a ba-kongó és a vili-kongó.
- a második legnagyobb csoport a teke, aránya 17%.
- a mbosik 12%-nyi arányt érnek el.
- kisebb csoport még a mbeték 5%-os aránnyal;
- további csoportok: 3–3% punuk és szangák; 2% maka, 4% egyéb kisebb csoportok tagjai.

A lakosság mindössze 2-3% pigmeus, ők a terület igazi őslakói, akik a bantuk térhódítása miatt az őserdőbe húzódtak vissza, sokuk még ma is vadászatból és gyűjtögetésből él. A pigmeusok rendkívül alacsony termetűek, eredetük nem ismert, de nem rokonai az afrikai feketéknek.

Ezenkívül, van még kb. 1%-nyi fehér (európai) lakosa is az országnak, a francia gyarmatosítók utódai.
Az országban számos libanoni bevándorló is él, akik a francia uralom idején költöztek ide.

### Nyelvi megoszlás
- hivatalos: a francia,
- közvetítőnyelv: kituba (kongói) vagy monokutuba,
- további főbb nyelvek: kikongo, lingala és sok helyi nyelv és nyelvjárás.

A lakosság nagy része Pointe-Noire és a déli Brazzaville közötti vasútvonal mentén koncentrálódik, ahol a kituba (a kikongón alapuló kreol nyelv) az elsődleges nyelv. A lingala az ország ritkán lakott északi felében domináns.

### Vallási megoszlás
A kereszténység a legszélesebb körben vallott hit az országban.
A lakosság kb. 30%-a római katolikus, 55%-a egyéb keresztény (főleg protestáns, afrikai egyházak követője), 15% egyéb (hagyományos afrikai vallású, muszlim, nem vallásos stb.)
Jelentős a kimbanguizmus követőinek tábora, amely egy szinkretista mozgalom, és amely a szomszédos Kongói Demokratikus Köztársaságból indult el.

## Gazdaság

### Általános adatok

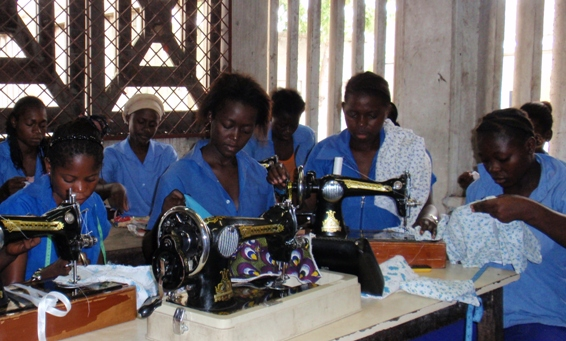
Asszonyok dolgoznak egy Brazzaville-i varrodában

A francia gyarmati múlt, majd a függetlenné válás után bekövetkezett szocialista gazdaságpolitika és az 1997–1998 évi polgárháború miatt elmaradott, a külföld felé eladósodott ország. Afrikai viszonylatban közepesen fejlett, ország elsősorban kőolajexportja révén emelkedik ki a környezetéből. Agrár-ipari ország. A modern ipari szektor mellett a mezőgazdaság és a kézműipar emelkedik ki.

### Gazdasági ágazatok
- A GDP összetétele szektoronként 2014-ben:[4] mezőgazdaság: 3,3%, ipar: 74,4%, szolgáltatások: 22,3%
- Munkanélküliségi ráta (2012-ben): 53%. A népesség 46,5%-a él szegénységi küszöb alatt.[4]

#### Mezőgazdaság
Fő termények: manióka (tápióka), cukornád, rizs, kukorica, földimogyoró, zöldségfélék, kávé, kakaó.

#### Ipar
Fő ipari ágazatok: kőolaj-kitermelés, cementgyártás, faipar, sör-, cukor-, pálmaolaj-, szappan-, lisztgyártás, cigarettaipar.
Természeti erőforrásokban gazdag, de ásványkincsei nagyrészt kiaknázatlanok. Az utóbbi években új kőolajlelőhelyeket fedeztek fel, elsősorban a part menti tengeren. Az olaj az állam bevételének mintegy 90%-át adja. Egyre nagyobb hangsúly kerül az ásványi kincsek kiaknázására is; a legfontosabbak a magnézium, kálisó, arany, de található még réz, ólom, cink is.

#### Kereskedelem

Kongó-Brazzaville exportjának megoszlása

- A legfontosabb exportcikkek: kőolaj, fűrészáru, furnér, cukor, kakaó, kávé, gyémánt
- Importjában építőanyagok, gépek, élelmiszer, vegyipari termékek szerepelnek.

Fő kereskedelmi partnerek 2013-ban:
- Export:  Kína – 53,8%,  Egyesült Államok – 11,1%,  Ausztrália – 9,4%,  Franciaország – 5,3%
- Import:  Kína – 19%,  Franciaország – 18,7%,  Olaszország – 6,2%,  Egyesült Államok – 5,5%,  India – 5,1%,  Belgium – 4,5%

## Közlekedés

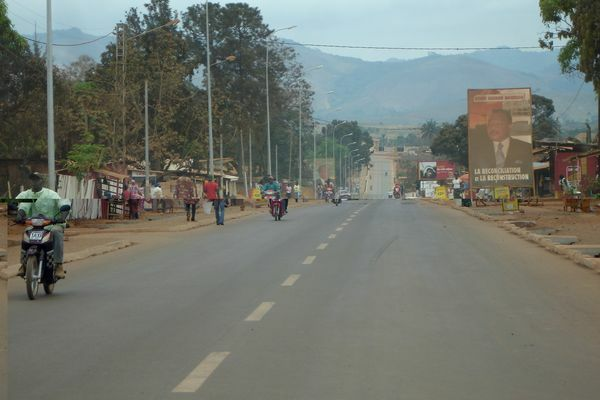
Az ország egy főútja

A közlekedési infrastruktúra fejletlen. Úthálózatának mintegy 1/10-e szilárd burkolatú (2007-ben).

### Vasút

A Kongói Köztársaság vasúti hálózata

Két vasútvonala: Pointe Noire-Brazzaville és Monte Belo-Mbinda.
Az országban belül jelentős a hajózás, a hosszú hajózható folyószakaszoknak köszönhetően. Fő kikötői: Pointe Noire és Brazzaville.
Nemzetközi forgalmú repülőterek ugyancsak ebben a két városban találhatók. Belföldön a nagyobb városok között (Brazzaville, Pointe Noire, Owendo, Ouesso, Dolisie stb.) is választhatjuk a repülőt. A helyi légitársaságok – Régional Express, Air Atlantic, Aero Service, Congo Airways, TAC) az ország mintegy tíz repülőterén elérhetők.

### Oktatási rendszer

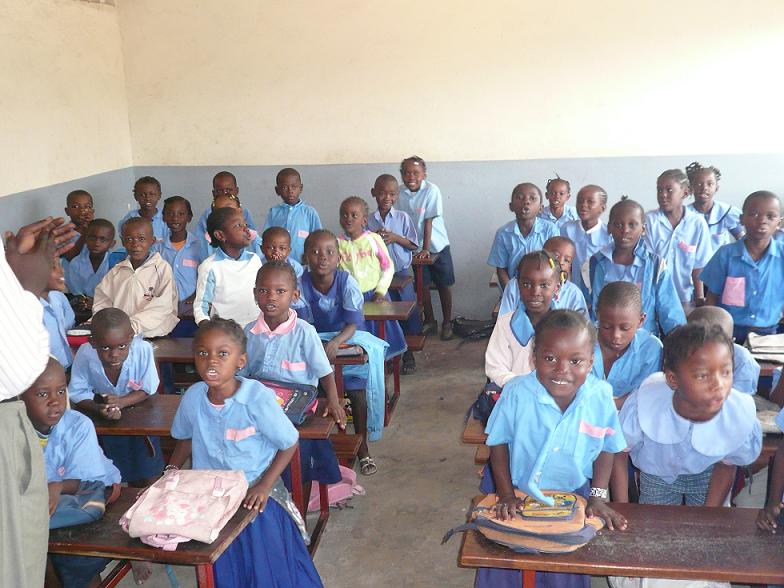
Kisiskolások egy brazzaville-i iskolában

## Telekommunikáció
| Hívójel prefix | TN |
| ITU zóna       | 32 |
| CQ zóna        | 36 |

## Kultúra

### Gasztronómia
Volt francia gyarmatként francia kulináris hatásokkal is találkozni az országban. A nagyobb városokban francia pékségek, éttermek, kávézók és cukrászdák akadnak, s többnyire libanoniak vezetik őket. Nem ritkák az indiai és kínai éttermek sem. Tapasztalhatók még arab és ázsiai kulináris hatások a gasztronómiában. Az autochton ételek alapja a kecske- és baromfihús, valamint a hal.
A folyók bővelkednek halakban; az édesvízi halak a fő fehérjeforrást képezik. A piacokon különféle sózott halakat kapni. Alapvető növényi élelemforrása a tápióka. Elterjedt nyugati-afrikai tésztaféle a fufu, amelynek alapja a tápióka és kukorica, s amelyet gyakran esznek kecskepörkölthöz.
Fontos zöldség a főzőbanán, amelyet sütve esznek, ezzel helyettesítve a burgonyát.
A szeszesitalok között a legelterjedtebb a pálmabor.

## Turizmus
Az országba érkezőknek rendőrségi, egészségügyi és vámügyi formanyomtatványt kell kitölteniük, valamint az útlevélen és vízumon kívül rendelkezniük kell a visszautazást igazoló jeggyel.
Egészségmegőrzés: malária, sárgaláz, tífusz, kolera, hepatitisz.

## Sport
Az ország legnépszerűbb sportja a labdarúgás. A kongói labdarúgó-szövetséget 1962-ben alapították, és 1964 óta tagja a FIFA-nak. A kongói labdarúgó-válogatott legjobb eredménye az 1972-es afrikai nemzetek kupáján elért első helyezés volt, azonban labdarúgó-világbajnokságra még nem sikerült bejutnia. További népszerű sport még a kosárlabda és a tenisz.
A Kongói Köztársaság az olimpiai játékokon 1964 óta két kivétellel mindegyik évben képviseltette magát, de még egy érmet sem sikerült szereznie. A legjobb eredményt eddig Franck Elemba érte el súlylökésben, amivel negyedik helyezést ért el a 2016. évi nyári olimpiai játékokon.
Az ország nemzeti és egyben legnagyobb stadionja a 60 000 fő befogadására alkalmas Stade Municipal de Kintélé, ami 2015-re készült a 2015. évi Afrikai játékok megrendezése alkalmából.

## Ünnepek
| Dátum         | Elnevezés                                         | Helyi név                                                      | Megjegyzés |
| ------------- | ------------------------------------------------- | -------------------------------------------------------------- | ---------- |
| Január 1.     | Újév                                              | Jour de l'An                                                   |            |
| Mozgóünnep    | Húsvét                                            | Pâques                                                         |            |
| Mozgóünnep    | Húsvéthétfő                                       | Lundi de Pâques                                                |            |
| Május 1.      | A munka ünnepe                                    | Fête du Travail                                                |            |
| Mozgóünnep    | Mennybemenetel                                    | Ascension                                                      |            |
| Mozgóünnep    | Pünkösd                                           | Pentecôte                                                      |            |
| Június 10.    | A nemzeti függetlenség tanácskozásának emléknapja | Fête de la Commémoration de la Conférence Nationale Souveraine |            |
| Augusztus 15. | Függetlenség napja                                | Fête Nationale                                                 |            |
| November 1.   | Mindenszentek                                     | Toussaint                                                      |            |
| December 25.  | Karácsony                                         | Noël                                                           |            |